# Anchocoema illudens
Anchocoema illudens är en insektsart som beskrevs av Cândido Firmino de Mello-Leitão 1939. 
Anchocoema illudens ingår i släktet Anchocoema och familjen Proscopiidae. Inga underarter finns listade i Catalogue of Life.